# Ерлин, Егор Степанович
Его́р Степа́нович Ерлин (1866 — ?) — крестьянин, депутат Государственной думы I созыва от Томской губернии.

## Биография
Национальность описана по терминологии начала XX века, как «кузнецкий инородец». Крестьянин деревни Лебедево Тарсминской волости Кузнецкого уезда Томской губернии. Православный. Образование получил в дома, читать и писать умел. Земледелец, скотовод, пчеловод, занимался  и «отчасти коммерческими делами». По данным современных краеведов был членом партии «Союз 17 октября», в источниках начала века сказано, что он член партии "нового обновления".
В феврале 1906 года избран от Тарсминской волости выборщик на избирательное собрание Кузнецкого уезда. 7 мая 1906 года съездом уполномоченных от волостей Кузнецкого уезда был избран выборщиком на губернское избирательное собрание. 31 мая 1906 избран в Государственную думу I созыва от общего состава выборщиков Томского губернского избирательного собрания. В думе — беспартийный, то есть ни в одну из партийных фракций не вошёл, что подтверждает из издание трудовиков. Подписал заявление 10 членов Государственной думы об увеличении числа членов Аграрной комиссии за счет представителей от Сибири. После роспуска  думы  в первой половине августа вернулся в Лебедево.
В 1910-е годы занимался торговлей в своей деревне, был владельцем маслодельного завода и мельницы в 4-х километрах от деревни.
Детально дальнейшая судьба и дата смерти неизвестны. По сведения, нуждающимся в подтверждении, был раскулачен, умер от тифа.